# Ronen Harazi
Ronen Harazi és un exfutbolista israelià, nascut a Jerusalem el 30 de març de 1970.
Va jugar en diversos equips israelians, així com a la UD Salamanca espanyola i al Bursaspor turc. En els seus inicis va rebre una oferta del Sunderland FC de la Premier League, però el davanter no va superar el test mèdic.
Amb la selecció d'Israel ha jugat en 53 ocasions, tot marcant fins a 23 gols.